# Vea Bloomfield
Pas d'image ? Cliquez ici

a Compétitions nationales et continentales officielles uniquement.

b Matchs officiels uniquement.
Vea Bloomfield, né le 26 septembre 1969 et mort le 26 mai 2018, est un joueur et entraîneur de rugby à XIII néo-zélandais d'origine samoane.
A l'hiver 1995, il s'expatrie pour rejoindre le Championnat de France et le club de Villeneuve-sur-Lot. Il y remporte deux titres de Championnat de France en 1996 et 1999 et deux titres de Coupe de France en 1999 et 2000. Il prend part également à l'aventure du Paris Saint-Germain Rugby League en 1997 et son intégration en Super League.
Fort de ses performances en clubs, son pays d'adoption, la France, le sélectionne à deux reprises en équipe de France.

## Biographie
Il intègre en hiver 1995 le club de Villeneuve-sur-Lot disputant le Championnat de France. Il y trouve, en Lot-et-Garonne, de nombreux îliens du Pacifique - Vincent Wulf, Paul Sironen, Arty Shead et Grant Doorey - et y écrit un temps fort de l'histoire du club avec deux titres de Championnat de France en 1996 et 1999, et deux titres de Coupe de France en 1999 et 2000. Il dispute en outre plusieurs rencontres de Super League en prenant part à l'aventure du Paris Saint-Germain Rugby League en 1996.
Révélation en club, son pays d'adoption, la France, le sélectionne à deux reprises en équipe de France.
Après cinq années en France, il retourne en Nouvelle-Zélande, entraînant notamment Otahuhu Rovers, club du championnat d'Auckland.
Il meurt au mois de mai 2018, à l'âge de 49 ans, et reçoit l'hommage de son ancien club, Villeneuve. Ainsi « Une minute d'applaudissements a été observée [le soir du 26 mai 2018]  lors de la rencontre contre Avignon » qui suit l'annonce de son décès. 

### Vie privée
Marié à Jessie Bloomfield, il a deux filles Illiasi et France, la seconde en hommage à la France.

## Palmarès
- Collectif :
  - Vainqueur du Championnat de France : 1996 et 1999 (Villeneuve-sur-Lot).
  - Vainqueur de la Coupe de France : 1999 et 2000 (Villeneuve-sur-Lot).
  - Finaliste du Championnat de France : 1997 et 1998 (Villeneuve-sur-Lot).